# Lescure (Ariège)
Pour les articles homonymes, voir Lescure.
Lescure (en occitan Era Escura) est une commune française située dans l'ouest du département de l'Ariège, en région Occitanie. Sur le plan historique et culturel, la commune fait partie du Couserans, pays aux racines gasconnes structuré par le cours du Salat.
Exposée à un climat océanique altéré, elle est drainée par le Volp, le Baup, le Pujol, le ruisseau de birosse, le ruisseau de Bize et par divers autres petits cours d'eau. Incluse dans le parc naturel régional des Pyrénées ariégeoises, la commune possède un patrimoine naturel remarquable composé de cinq zones naturelles d'intérêt écologique, faunistique et floristique.
Lescure est une commune rurale qui compte 483 habitants en 2022, après avoir connu un pic de population de 1 775 habitants en 1836. Elle fait partie de l'aire d'attraction de Saint-Girons. Ses habitants sont appelés les Escurois ou Escuroises.
Le patrimoine architectural de la commune comprend un immeuble protégé au titre des monuments historiques : l'ancienne église Notre-Dame de Noguès, inscrite en 2012.

## Géographie

### Localisation
1. Carte dynamique
2. Carte Openstreetmap
3. Carte topographique
4. Carte avec les communes environnantes

La commune de Lescure se trouve dans le département de l'Ariège, en région Occitanie.
Elle se situe à 31 km à vol d'oiseau de Foix, préfecture du département, à 7 km de Saint-Girons, sous-préfecture, et à 16 km de La Bastide-de-Sérou, bureau centralisateur du canton du Couserans Est dont dépend la commune depuis 2015 pour les élections départementales.
La commune fait en outre partie du bassin de vie de Saint-Girons.
Les communes les plus proches sont : 
Montesquieu-Avantès (4,0 km), Rimont (4,0 km), Rivèrenert (4,9 km), Montjoie-en-Couserans (6,0 km), Encourtiech (6,2 km), Eycheil (6,8 km), Contrazy (6,8 km), Clermont (7,0 km).
Sur le plan historique et culturel, Lescure fait partie du Couserans, pays aux racines gasconnes structuré par le cours du Salat (affluent de la Garonne), que rien ne prédisposait à rejoindre les anciennes dépendances du comté de Foix.
Lescure est limitrophe de six autres communes.
| Montesquieu-Avantès   | Camarade   | Clermont |
| Montjoie-en-Couserans | Lescure    | Rimont   |
|                       | Rivèrenert |          |

### Géologie et relief
La commune est située dans les Pyrénées, une chaîne montagneuse jeune, érigée durant l'ère tertiaire (il y a 40 millions d'années environ), en même temps que les Alpes. Les terrains affleurants sur le territoire communal sont constitués de roches sédimentaires datant du Mésozoïque, anciennement appelé Ère secondaire, qui s'étend de −252,2 à −66,0 Ma. La structure détaillée des couches affleurantes est décrite dans les feuilles « n°1056 - Le Mas d'Azil » et « n°1074 - Saint-Girons » de la carte géologique harmonisée au 1/50 000ème du département de l'Ariège, et leurs notices associées,.
La superficie cadastrale de la commune publiée par l’Insee, qui sert de références dans toutes les statistiques, est de 25,8 km2,. La superficie géographique, issue de la BD Topo, composante du Référentiel à grande échelle produit par l'IGN, est quant à elle de 26,01 km2. Son relief est particulièrement escarpé puisque la dénivelée maximale atteint 410 mètres. L'altitude du territoire varie entre 410 m et 820 m.

### Hydrographie

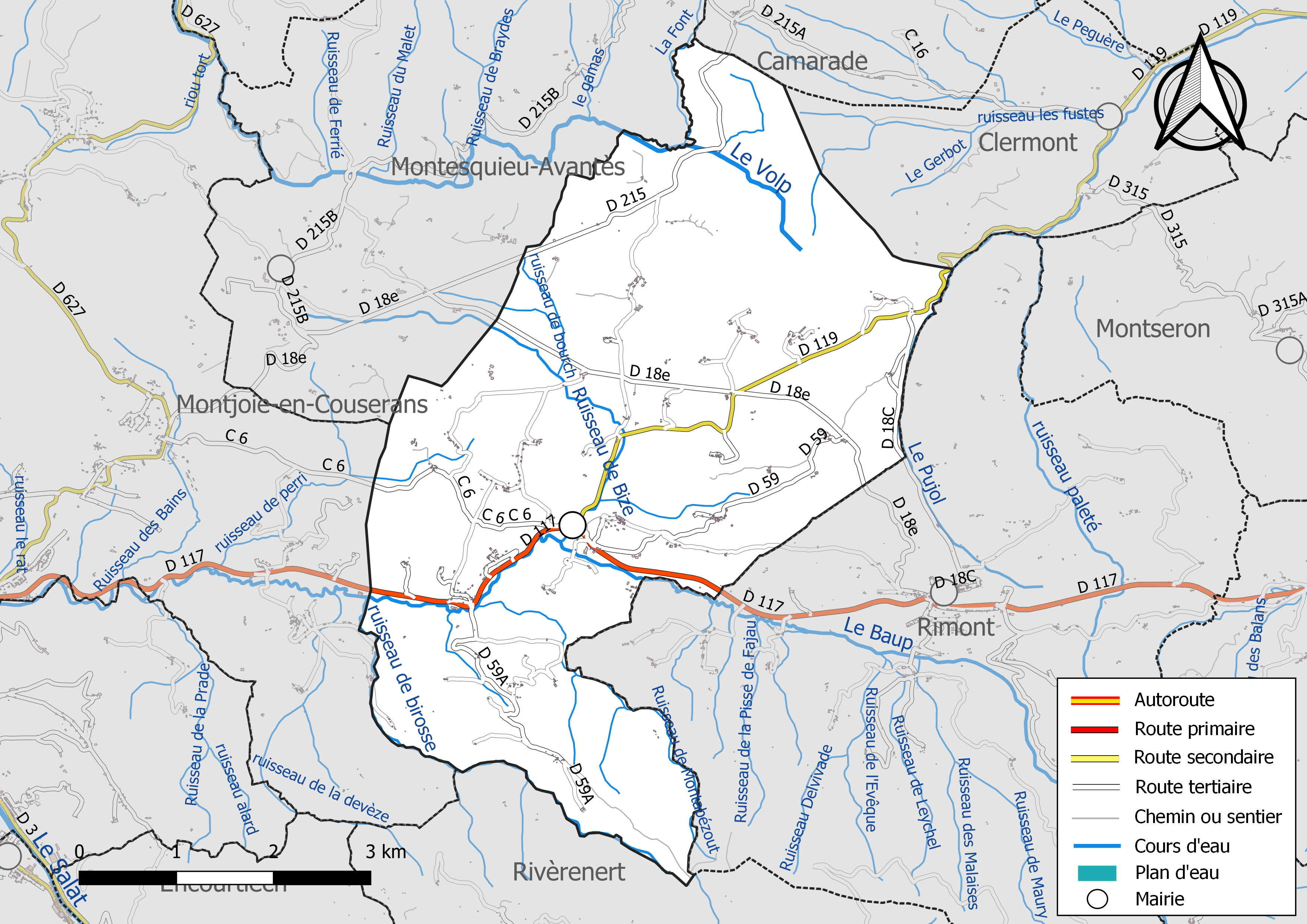
Réseaux hydrographique et routier de Lescure.

La commune est dans le bassin versant de la Garonne, au sein du bassin hydrographique Adour-Garonne. Elle est drainée par le Volp, le Baup, le Pujol, le ruisseau de birosse, le ruisseau de Bize, la Font, le ruisseau de bourch, le ruisseau de Legret, le ruisseau de Montabézout et par divers petits cours d'eau, constituant un réseau hydrographique de 28 km de longueur totale,.
Le Volp, d'une longueur totale de 40,3 km, prend sa source dans la commune de Lescure et s'écoule du sud vers le nord. Il traverse la commune et se jette dans la Garonne à Cazères, après avoir traversé 13 communes.
Le Baup, d'une longueur totale de 20,1 km, prend sa source dans la commune de Rimont et s'écoule d'est en ouest. Il traverse la commune et se jette dans le Salat à Saint-Lizier, après avoir traversé 6 communes.

### Climat
Pour des articles plus généraux, voir Climat de l'Occitanie et Climat de l'Ariège.
En 2010, le climat de la commune est de type climat océanique altéré, selon une étude s'appuyant sur une série de données couvrant la période 1971-2000. En 2020, Météo-France publie une typologie des climats de la France métropolitaine dans laquelle la commune est exposée à un climat de montagne et est dans la région climatique Pyrénées centrales, caractérisée par une pluviométrie annuelle de 1 000 à 1 200 mm.
Pour la période 1971-2000, la température annuelle moyenne est de 11,9 °C, avec une amplitude thermique annuelle de 15,2 °C. Le cumul annuel moyen de précipitations est de 934 mm, avec 9,5 jours de précipitations en janvier et 6,7 jours en juillet. Pour la période 1991-2020, la température moyenne annuelle observée sur la station météorologique la plus proche, située sur la commune de Lorp-Sentaraille à 9 km à vol d'oiseau, est de 12,5 °C et le cumul annuel moyen de précipitations est de 973,2 mm,. Pour l'avenir, les paramètres climatiques de la commune estimés pour 2050 selon différents scénarios d'émission de gaz à effet de serre sont consultables sur un site dédié publié par Météo-France en novembre 2022.

### Milieux naturels et biodiversité

#### Espaces protégés
La protection réglementaire est le mode d’intervention le plus fort pour préserver des espaces naturels remarquables et leur biodiversité associée,.
La commune fait partie du parc naturel régional des Pyrénées ariégeoises, créé en 2009 et d'une superficie de 245 973 ha, qui s'étend sur 138 communes du département. Ce territoire unit les plus hauts sommets aux frontières de l’Andorre et de l’Espagne (la Pique d'Estats, le mont Valier, etc) et les plus hautes vallées des avants-monts, jusqu’aux plissements du Plantaurel.

#### Zones naturelles d'intérêt écologique, faunistique et floristique
L’inventaire des zones naturelles d'intérêt écologique, faunistique et floristique (ZNIEFF) a pour objectif de réaliser une couverture des zones les plus intéressantes sur le plan écologique, essentiellement dans la perspective d’améliorer la connaissance du patrimoine naturel national et de fournir aux différents décideurs un outil d’aide à la prise en compte de l’environnement dans l’aménagement du territoire.
Trois ZNIEFF de type 1 sont recensées sur la commune :
- l'« aval du ruisseau du Baup et affluents » (106 ha), couvrant 6 communes du département[30] ;
- les « collines de l'ouest du Séronais, du Mas-d'Azil à Saint-Lizier » (7 543 ha), couvrant 11 communes du département[31],
- le « massif de l'Arize, versant nord » (12 354 ha), couvrant 23 communes du département[32] ;

et deux ZNIEFF de type 2, : 
- les « coteaux de l'est du Saint-Gironnais » (15 037 ha), couvrant 18 communes du département[33] ;
- le « massif de l'Arize » (42 110 ha), couvrant 40 communes du département[34].

Carte des ZNIEFF de type 1 et 2 à Lescure.
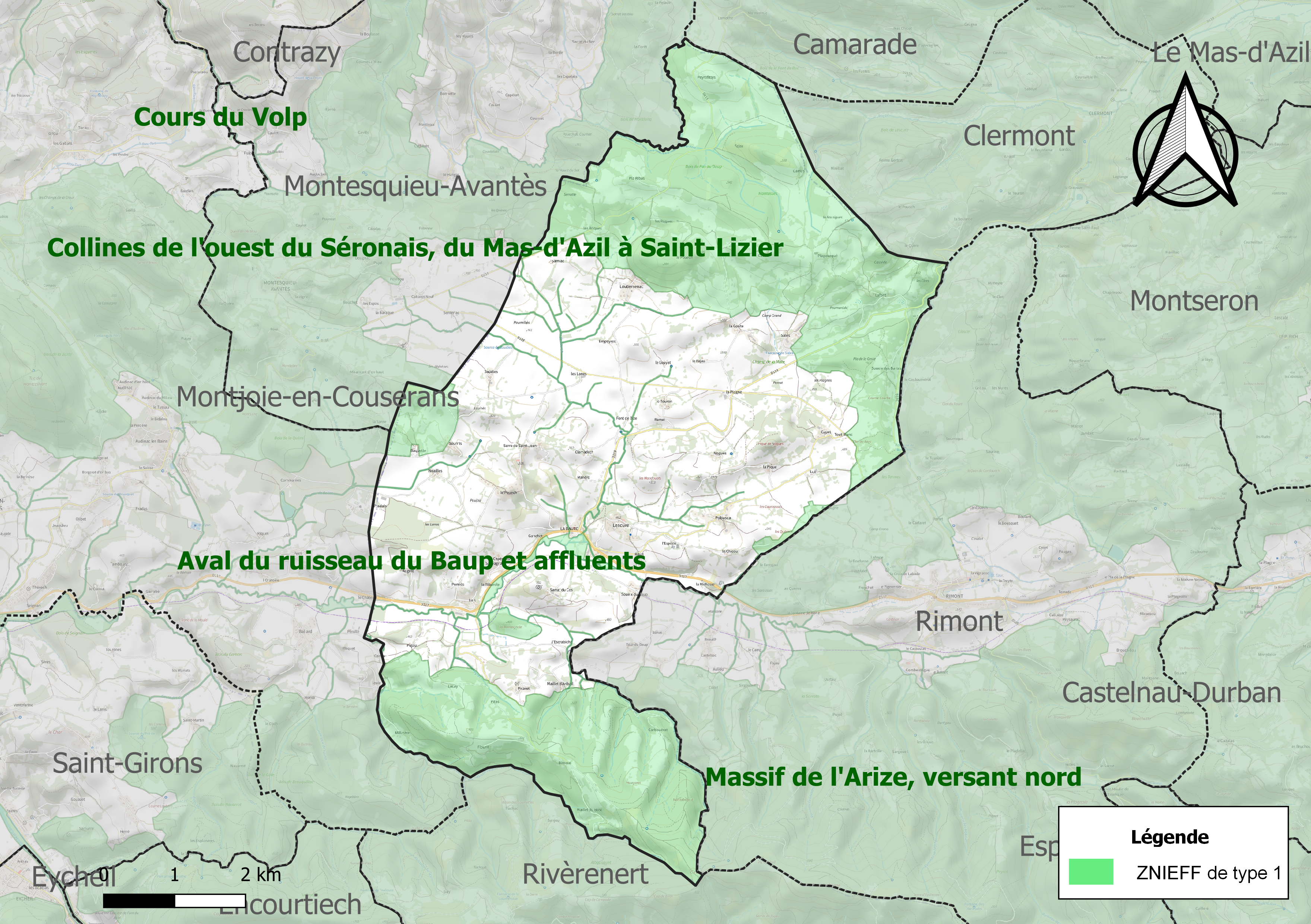
Carte des ZNIEFF de type 1 sur la commune.
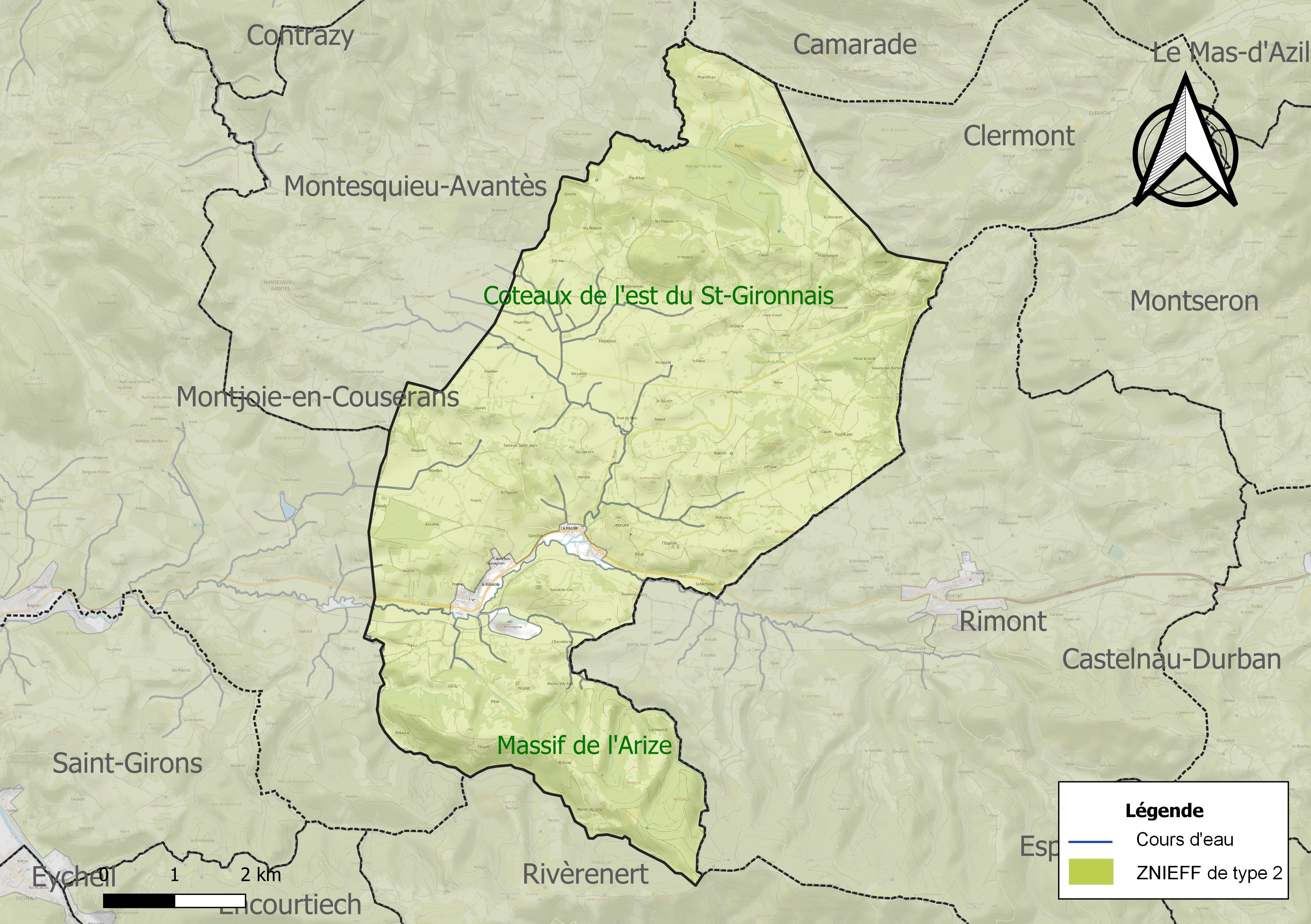
Carte des ZNIEFF de type 2 sur la commune.

## Urbanisme

### Typologie
Au 1er janvier 2024, Lescure est catégorisée commune rurale à habitat très dispersé, selon la nouvelle grille communale de densité à 7 niveaux définie par l'Insee en 2022.
Elle est située hors unité urbaine. Par ailleurs la commune fait partie de l'aire d'attraction de Saint-Girons, dont elle est une commune de la couronne,. Cette aire, qui regroupe 70 communes, est catégorisée dans les aires de moins de 50 000 habitants,.

### Occupation des sols
L'occupation des sols de la commune, telle qu'elle ressort de la base de données européenne d’occupation biophysique des sols Corine Land Cover (CLC), est marquée par l'importance des territoires agricoles (74,2 % en 2018), en diminution par rapport à 1990 (75,5 %). La répartition détaillée en 2018 est la suivante : 
prairies (45,5 %), zones agricoles hétérogènes (27,7 %), forêts (17,6 %), milieux à végétation arbustive et/ou herbacée (8,2 %), terres arables (1 %). L'évolution de l’occupation des sols de la commune et de ses infrastructures peut être observée sur les différentes représentations cartographiques du territoire : la carte de Cassini (XVIIIe siècle), la carte d'état-major (1820-1866) et les cartes ou photos aériennes de l'IGN pour la période actuelle (1950 à aujourd'hui).

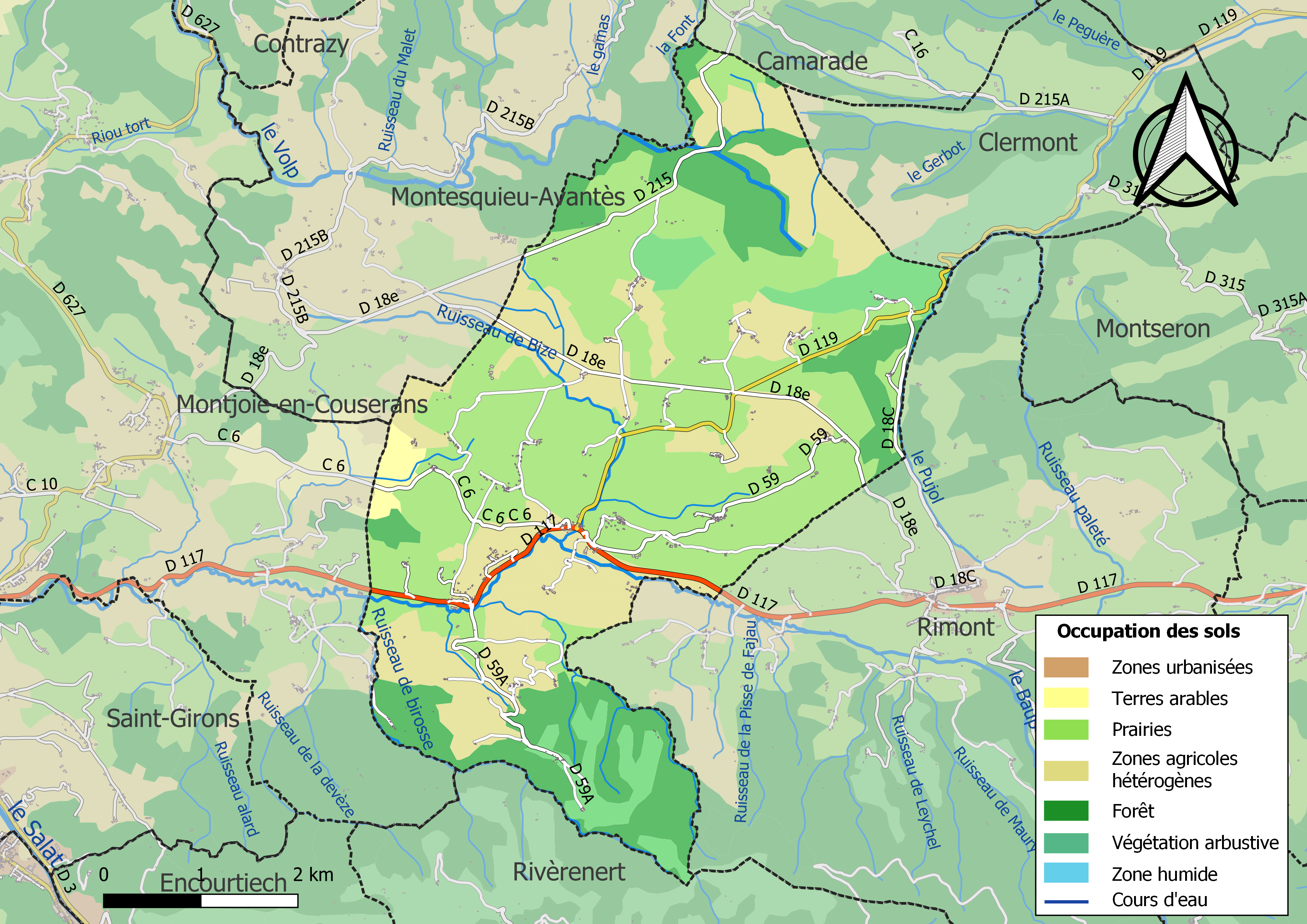
Carte des infrastructures et de l'occupation des sols de la commune en 2018 (CLC).

### Hameaux et lieux-dits
Baquette, Birosse, Capet, Labaure, Lafont, Lort, Loubersenac, Soueix de Baup, Pobusca, Sauvagnan, Soueix de las Barthes, Font de Bize, Noailles, Saint-Jean, Sournis, Pouech, Sales, Sarrat du Cor, Picard, Pondeau.

### Habitat et logement
En 2018, le nombre total de logements dans la commune était de 269, alors qu'il était de 253 en 2013 et de 240 en 2008.
Parmi ces logements, 80,9 % étaient des résidences principales, 12,7 % des résidences secondaires et 6,4 % des logements vacants. Ces logements étaient pour 97,3 % d'entre eux des maisons individuelles et pour 2,4 % des appartements.
Le tableau ci-dessous présente la typologie des logements à Lescure en 2018 en comparaison avec celle de l'Ariège et de la France entière. Une caractéristique marquante du parc de logements est ainsi une proportion de résidences secondaires et logements occasionnels (12,7 %) inférieure à celle du département (24,6 %) mais supérieure à celle de la France entière (9,7 %). Concernant le statut d'occupation de ces logements, 83,9 % des habitants de la commune sont propriétaires de leur logement (82,4 % en 2013), contre 66,3 % pour l'Ariège et 57,5 % pour la France entière.
| Typologie                                               | Lescure | Ariège | France entière |
| ------------------------------------------------------- | ------- | ------ | -------------- |
| Résidences principales (en %)                           | 80,9    | 65,7   | 82,1           |
| Résidences secondaires et logements occasionnels (en %) | 12,7    | 24,6   | 9,7            |
| Logements vacants (en %)                                | 6,4     | 9,7    | 8,2            |

### Voies de communication et transports
Accès avec l'ancienne route nationale 119.
Ouverte en 1903, la ligne SNCF de Foix à Saint-Girons sera fermée en 1955. Une voie verte valorisera l'ancienne emprise de la voie ferrée vers 2010.

### Risques majeurs
Le territoire de la commune de Lescure est vulnérable à différents aléas naturels : inondations, climatiques (grand froid ou canicule), feux de forêts, mouvements de terrains et séisme (sismicité modérée). Il est également exposé à un risque technologique,  le transport de matières dangereuses,.

#### Risques naturels

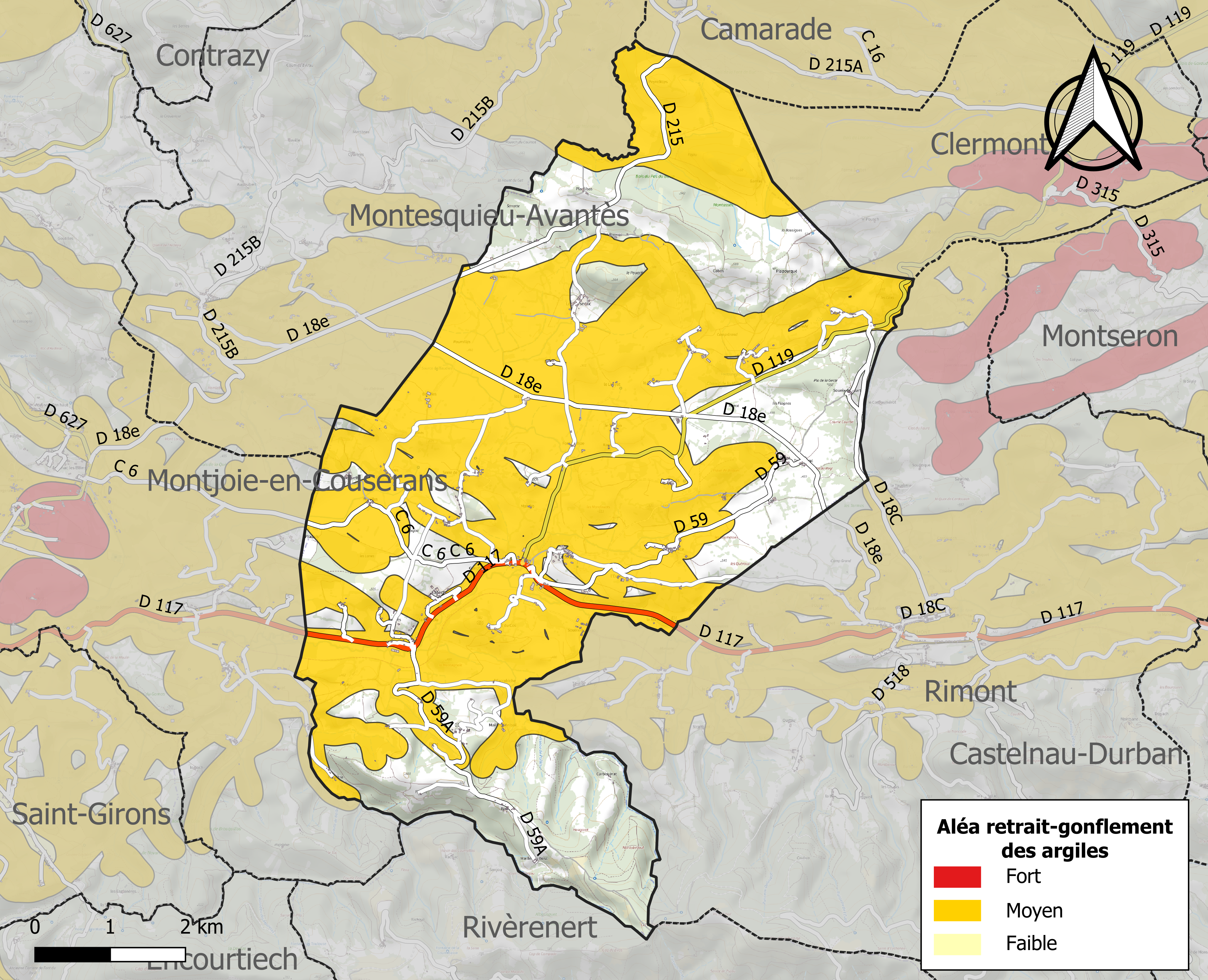
Zonage de l'aléa retrait-gonflement des argiles sur la commune de Lescure.

Certaines parties du territoire communal sont susceptibles d’être affectées par le risque d’inondation par débordement, crue torrentielle d'un cours d'eau, ou ruissellement d'un versant.
Les mouvements de terrains susceptibles de se produire sur la commune sont soit des chutes de blocs, soit des glissements de terrains, soit des effondrements liés à des cavités souterraines, soit des mouvements liés au retrait-gonflement des argiles. Près de 50 % de la superficie du département est concernée par l'aléa retrait-gonflement des argiles, dont la commune de Lescure. L'inventaire national des cavités souterraines permet par ailleurs de localiser celles situées sur la commune.

#### Risques technologiques
Le risque de transport de matières dangereuses par une infrastructure routière ou ferroviaire ou par une canalisation de transport de gaz concerne la commune. Un accident se produisant sur une telle infrastructure est en effet susceptible d’avoir des effets graves au bâti ou aux personnes jusqu’à 350 m, selon la nature du matériau transporté. Des dispositions d’urbanisme peuvent être préconisées en conséquence.

## Toponymie
Le toponyme Lescure vient du basque avec le morphème de lieu plus le nom « esku » signifiant « main » et le cas adlatif « -era », qui signifie « où ». Par conséquent, le toponyme Lescure signifie Lescura « le lieu à portée de main ».

## Politique et administration

### Découpage territorial
La commune de Lescure est membre de la communauté de communes Couserans-Pyrénées, un établissement public de coopération intercommunale (EPCI) à fiscalité propre créé le 18 novembre 2016 dont le siège est à Saint-Lizier. Ce dernier est par ailleurs membre d'autres groupements intercommunaux.
Sur le plan administratif, elle est rattachée à l'arrondissement de Saint-Girons, au département de l'Ariège, en tant que circonscription administrative de l'État, et à la région Occitanie.
Sur le plan électoral, elle dépend du canton du Couserans Est pour l'élection des conseillers départementaux, depuis le redécoupage cantonal de 2014 entré en vigueur en 2015, et de la deuxième circonscription de l'Ariège  pour les élections législatives, depuis le redécoupage électoral de 1986.

### Administration municipale
Le nombre d'habitants au recensement de 2011 étant compris entre 500 et 1 499 habitants, le nombre de membres du conseil municipal pour l'élection de 2014 est de quinze,.

### Liste des maires
| Période                                  | Période  | Identité             | Étiquette | Qualité  |
| ---------------------------------------- | -------- | -------------------- | --------- | -------- |
| avant 1872                               |          | Paul Brunet          |           |          |
| 1984                                     | 2007     | Michèle Eychenne     |           |          |
| 2007                                     | 2008     | Claude Pujol         | PS        |          |
| 2008                                     | 2014     | Jean-Marie Monreysse | PS        |          |
| 2014                                     | En cours | Maryse Périgaud      | SE-DVG    | Employée |
| Les données manquantes sont à compléter. |          |                      |           |          |

## Population et société

### Démographie
L'évolution du nombre d'habitants est connue à travers les recensements de la population effectués dans la commune depuis 1793. Pour les communes de moins de 10 000 habitants, une enquête de recensement portant sur toute la population est réalisée tous les cinq ans, les populations de référence des années intermédiaires étant quant à elles estimées par interpolation ou extrapolation. Pour la commune, le premier recensement exhaustif entrant dans le cadre du nouveau dispositif a été réalisé en 2006.

En 2022, la commune comptait 483 habitants, en évolution de −4,36 % par rapport à 2016 (Ariège : +1,48 %, France hors Mayotte : +2,11 %).
| 1793  | 1800  | 1806  | 1821  | 1831  | 1836  | 1841  | 1846  | 1851  |
| ----- | ----- | ----- | ----- | ----- | ----- | ----- | ----- | ----- |
| 1 443 | 1 425 | 1 522 | 1 595 | 1 675 | 1 775 | 1 708 | 1 718 | 1 701 |

| 1856  | 1861  | 1866  | 1872  | 1876  | 1881  | 1886  | 1891  | 1896  |
| ----- | ----- | ----- | ----- | ----- | ----- | ----- | ----- | ----- |
| 1 454 | 1 362 | 1 422 | 1 409 | 1 451 | 1 517 | 1 516 | 1 285 | 1 212 |

| 1901  | 1906  | 1911  | 1921 | 1926 | 1931 | 1936 | 1946 | 1954 |
| ----- | ----- | ----- | ---- | ---- | ---- | ---- | ---- | ---- |
| 1 117 | 1 066 | 1 020 | 844  | 762  | 725  | 722  | 622  | 543  |

| 1962 | 1968 | 1975 | 1982 | 1990 | 1999 | 2006 | 2011 | 2016 |
| ---- | ---- | ---- | ---- | ---- | ---- | ---- | ---- | ---- |
| 512  | 451  | 387  | 385  | 388  | 461  | 492  | 508  | 505  |

| 2021 | 2022 | - | - | - | - | - | - | - |
| ---- | ---- | - | - | - | - | - | - | - |
| 486  | 483  | - | - | - | - | - | - | - |

| selon la population municipale des années : | 1968 | 1975 | 1982 | 1990 | 1999 | 2006 | 2009 | 2013 |
| Rang de la commune dans le département      | 51   | 66   | 79   | 73   | 67   | 67   | 68   | 67   |
| Nombre de communes du département           | 340  | 328  | 330  | 332  | 332  | 332  | 332  | 332  |

### Enseignement
Lescure fait partie de l'académie de Toulouse.

### Activités sportives
Randonnée pédestre, chasse,

### Écologie et recyclage
La déchetterie la plus proche se trouve à Palétès sur la commune de Saint-Girons.

## Économie

### Revenus
En 2018, la commune compte 217 ménages fiscaux, regroupant 507 personnes. La médiane du revenu disponible par unité de consommation est de 20 320 € (19 820 € dans le département).

### Emploi
| Division       | 2008  | 2013   | 2018   |
| -------------- | ----- | ------ | ------ |
| Commune        | 6,9 % | 5,2 %  | 8,5 %  |
| Département    | 8,9 % | 11,1 % | 11,2 % |
| France entière | 8,3 % | 10 %   | 10 %   |

En 2018, la population âgée de 15 à 64 ans s'élève à 305 personnes, parmi lesquelles on compte 83,2 % d'actifs (74,6 % ayant un emploi et 8,5 % de chômeurs) et 16,8 % d'inactifs,. Depuis 2008, le taux de chômage communal (au sens du recensement) des 15-64 ans est inférieur à celui de la France et du département.
La commune fait partie de la couronne de l'aire d'attraction de Saint-Girons, du fait qu'au moins 15 % des actifs travaillent dans le pôle,. Elle compte 97 emplois en 2018, contre 86 en 2013 et 75 en 2008. Le nombre d'actifs ayant un emploi résidant dans la commune est de 232, soit un indicateur de concentration d'emploi de 41,8 % et un taux d'activité parmi les 15 ans ou plus de 62,6 %.
Sur ces 232 actifs de 15 ans ou plus ayant un emploi, 62 travaillent dans la commune, soit 27 % des habitants. Pour se rendre au travail, 89,3 % des habitants utilisent un véhicule personnel ou de fonction à quatre roues, 4 % s'y rendent en deux-roues, à vélo ou à pied et 6,7 % n'ont pas besoin de transport (travail au domicile).

### Activités hors agriculture
38 établissements sont implantés  à Lescure au 31 décembre 2019. Le tableau ci-dessous en détaille le nombre par secteur d'activité et compare les ratios avec ceux du département,.
| Secteur d'activité                                                                                        | Commune | Commune | Département |
| Secteur d'activité                                                                                        | Nombre  | %       | %           |
| --- | ------- | ------- | ----------- |
| Ensemble                                                                                                  | 38      |         |             |
| Industrie manufacturière, industries extractives et autres                                                | 1       | 2,6 %   | (12,9 %)    |
| Construction                                                                                              | 14      | 36,8 %  | (14,2 %)    |
| Commerce de gros et de détail, transports, hébergement et restauration                                    | 10      | 26,3 %  | (27,5 %)    |
| Information et communication                                                                              | 1       | 2,6 %   | (1,8 %)     |
| Activités financières et d'assurance                                                                      | 1       | 2,6 %   | (2,8 %)     |
| Activités spécialisées, scientifiques et techniques et activités de services administratifs et de soutien | 6       | 15,8 %  | (13,2 %)    |
| Autres activités de services                                                                              | 5       | 13,2 %  | (8,8 %)     |

Le secteur de la construction est prépondérant sur la commune puisqu'il représente 36,8 % du nombre total d'établissements de la commune (14 sur les 38 entreprises implantées  à Lescure), contre 14,2 % au niveau départemental.

### Agriculture
La commune fait partie de la petite région agricole dénommée « Région sous-pyrénéenne ». En 2010, l'orientation technico-économique de l'agriculture  sur la commune est l'élevage d'herbivores hors bovins, caprins et porcins.
|                                   | 1988  | 2000 | 2010 |
| --------------------------------- | ----- | ---- | ---- |
| Exploitations                     | 58    | 37   | 33   |
| Superficie agricole utilisée (ha) | 2 102 | 1873 | 1732 |

Le nombre d'exploitations agricoles en activité et ayant leur siège dans la commune est passé de 58 lors du recensement agricole de 1988 à 37 en 2000 puis à 33 en 2010, soit une baisse de 43 % en 22 ans. Le même mouvement est observé à l'échelle du département qui a perdu pendant cette période 48 % de ses exploitations. La surface agricole utilisée sur la commune a également diminué, passant de 2 102 ha en 1988 à 1 732 ha en 2010. Parallèlement la surface agricole utilisée moyenne par exploitation a augmenté, passant de 36 à 52 ha.

## Culture locale et patrimoine

### Lieux et bâtiments
- L'église Notre-Dame de Noguès date du XIIe siècle, elle se trouve implantée sur un chemin balisé vers Saint-Jacques-de-Compostelle. Lieu actuellement préservé par l'association « Les Amis du Clocher de Noguès ». Les vestiges de cette ancienne église ont été inscrits à l'inventaire des monuments historiques depuis le 6 juin 2012[61].
- Église de la Nativité-de-Notre-Dame de Lescure.
- Église Saint-Jean-Baptiste de Saint-Jean[62].
- Grottes du Volp

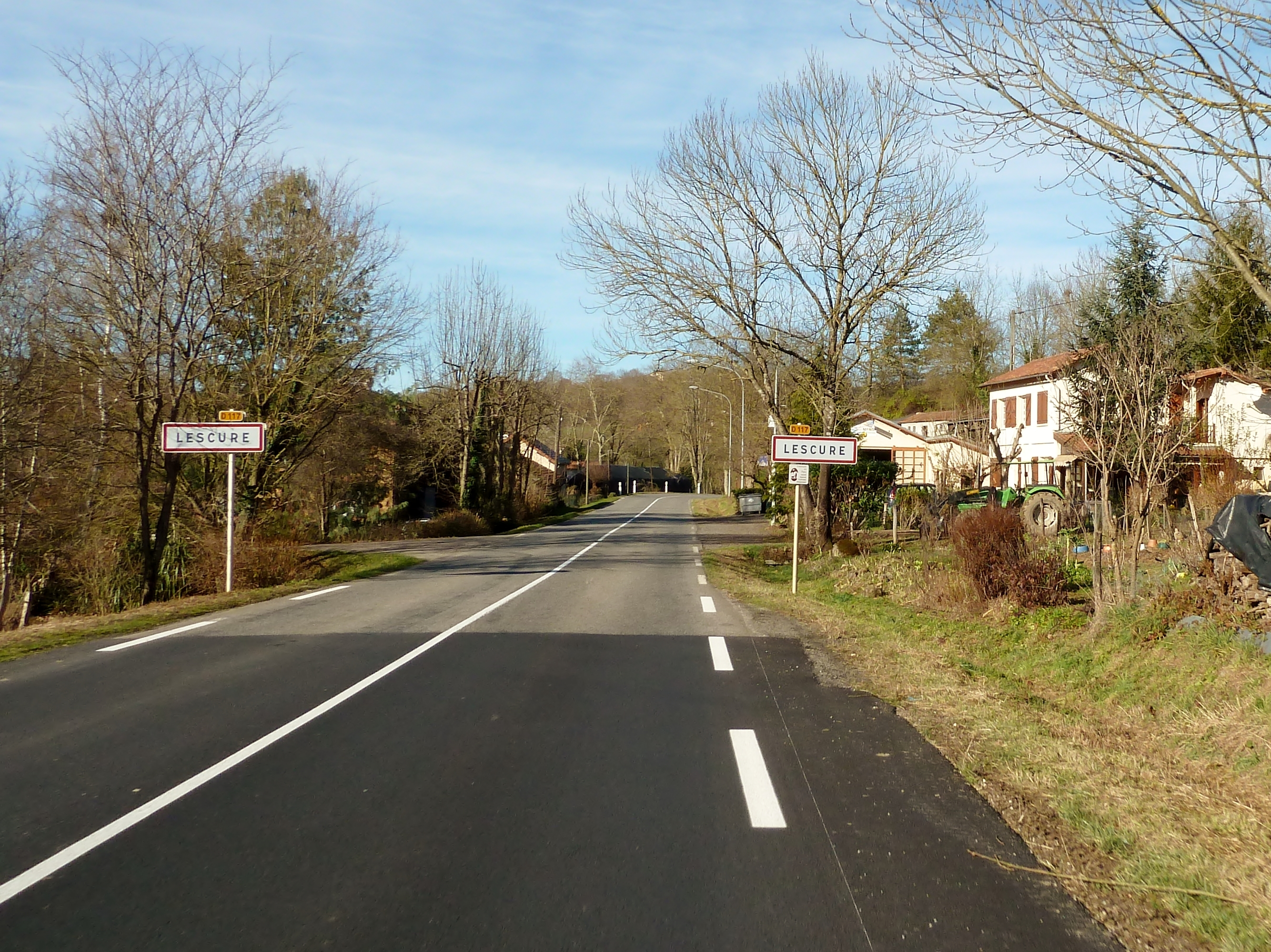
Entrée du village
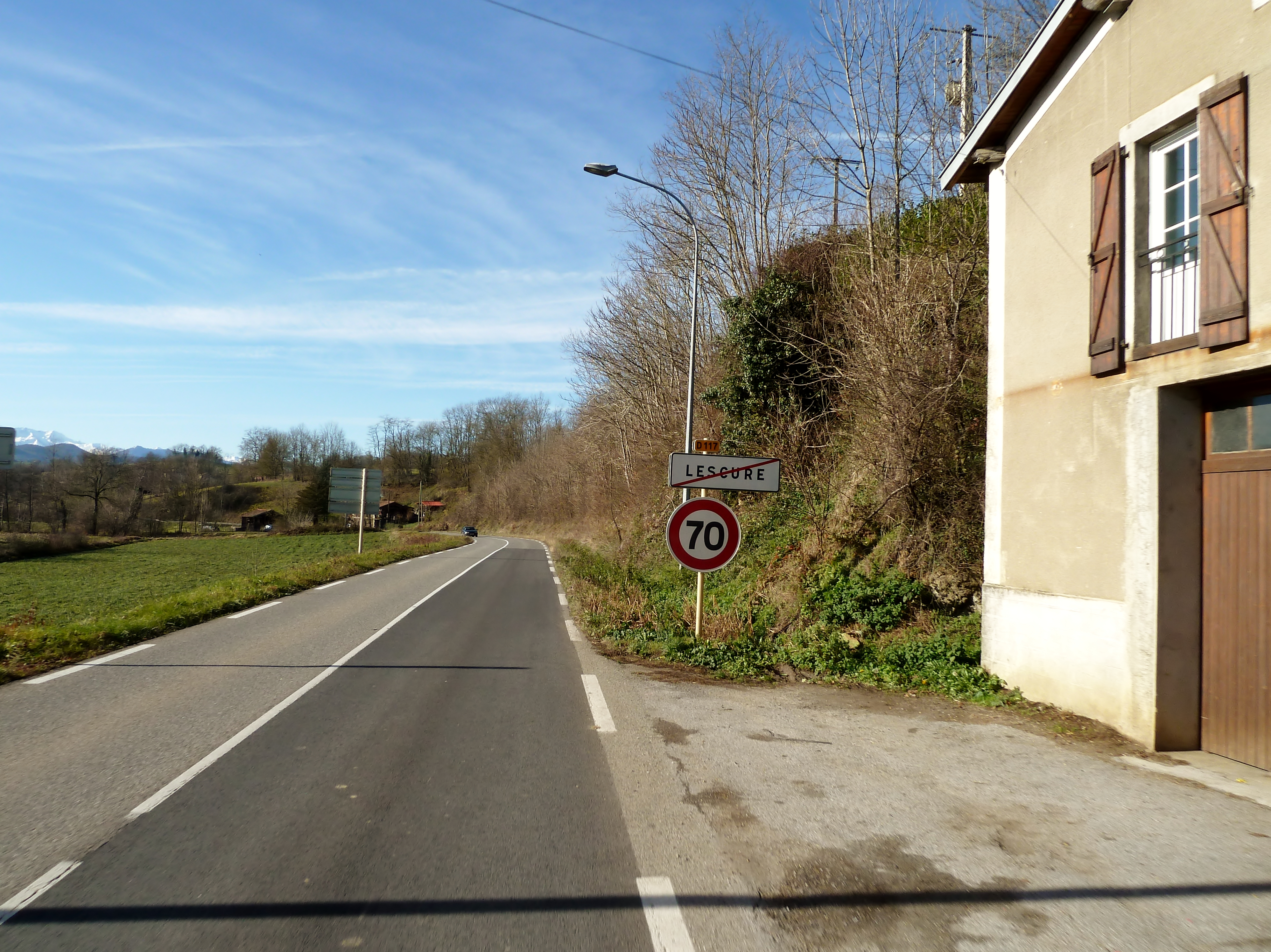
Sortie du village
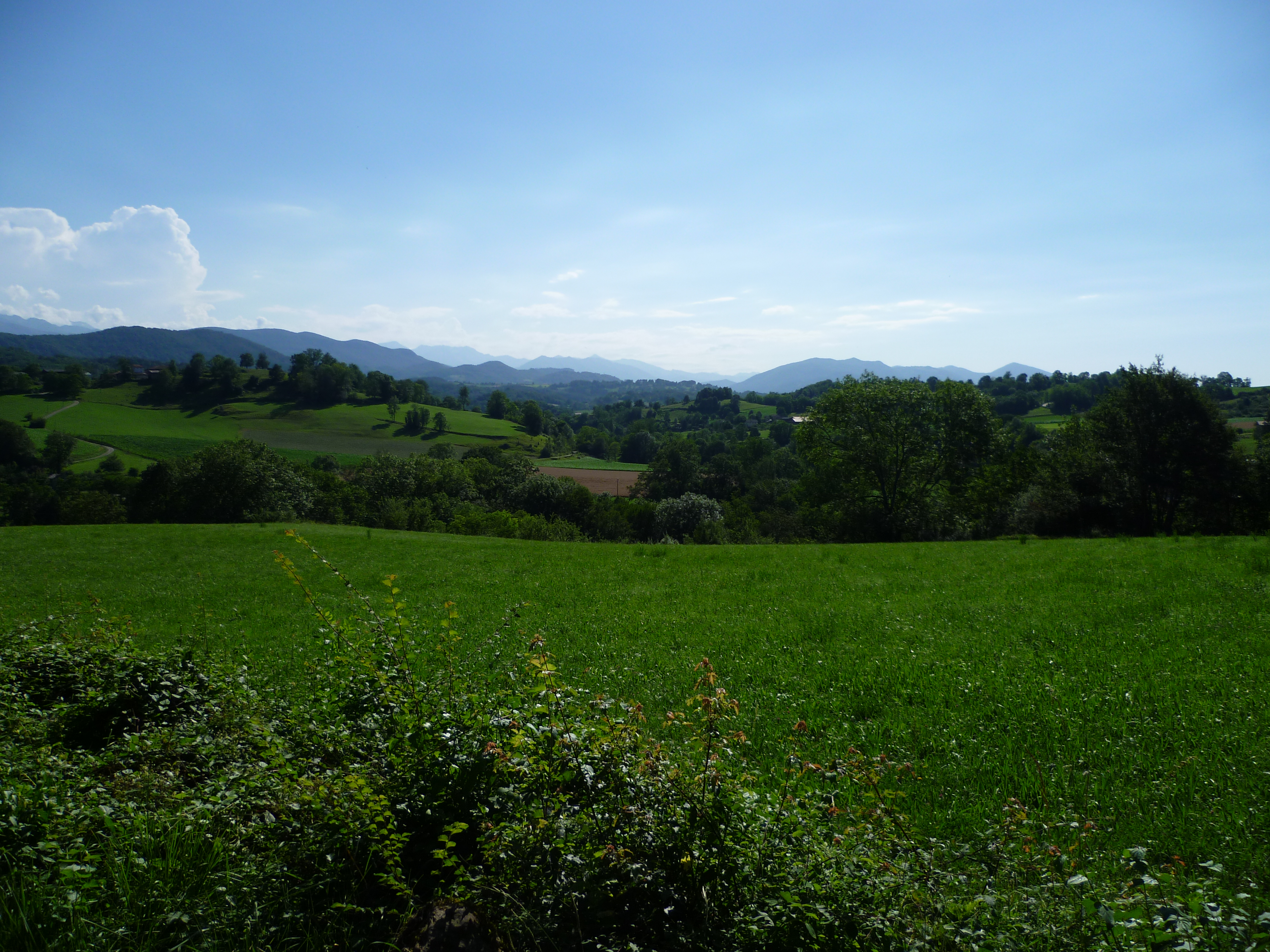
La vallée du Baup vue depuis Lescure
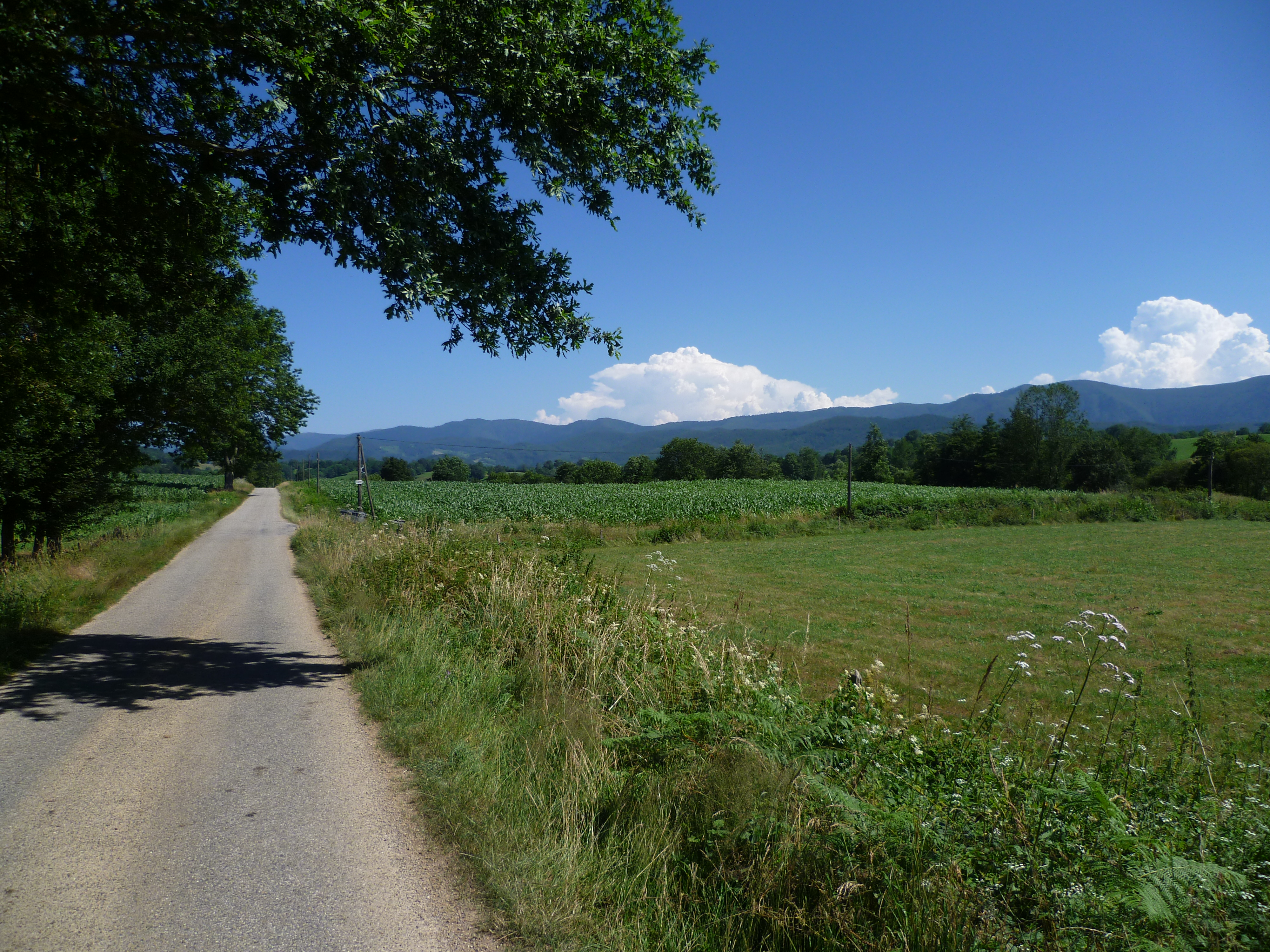
La campagne près de Lescure

### Personnalités liées à la commune
- Uc de Lescure
- Raoul Béteille (1924-2015), homme politique, magistrat, inhumé sur la commune.[réf. souhaitée]
- Scott Goodall (1935-2016), scénariste de bande-dessinée, est mort à Lescure où il vivait depuis 1981.
- Robert Redeker (né en 1954), philosophe et écrivain.
- Thierry Escaich (né en 1965), organiste et compositeur, né à Nogent-sur-Marne mais dont une partie de la famille est fixée à Lescure.

### Héraldique
| Lescure (Ariège) | Son blasonnement est : Parti : au 1er d'azur à l'église du lieu d'or maçonnée, ouverte et ajourée de sable mouvant du flanc senestre, au 2e de gueules à la croix occitane d'or, le tout sommé d'un chef de sinople chargé de trois coquilles Saint-Jacques d'or. |

## Pour approfondir